# Jaguar XK180
La Jaguar XK 180 est un concept-car créé par Jaguar pour célébrer le 50e anniversaire de la XK120. Il est présenté au Salon de Paris en 1998. Il a été réalisé par le département "Véhicules Spéciaux" de Browns Lane. Le style est signé Keith Helfet, auteur en son temps de la XJ220. Sous son capot, on retrouve le 4.2 V8 à compresseur fort de 450 ch. Il est accouplé à une boîte automatique dotée d'une commande séquentielle au volant. 
La suspension est copiée sur celle de la XKR et le circuit de freinage a été développé par Brembo: il comprend des étriers en aluminium à 4 pistons et des disques avant perforés. Les jantes en alliage sont les plus larges jamais montées sur une jaguar puisqu'elles présentent un diamètre de 20 pouces chaussées de Pirelli.